# Большие рыцари
«Большие рыцари» (англ. The Big Knights) — британский мультсериал, созданный студией Astley Baker Davies. Выходил на телеканале BBC Two с 19 декабря 1999 года до 3 января 2000 года. Это был первый мультсериал, анимированный в цифровом виде с помощью программы CelAction 2D.

## Сюжет
В Боровии, стране, населённой драконами, ведьмами и ограми, живут два рыцаря — сэр Борис и сэр Моррис. Борис — лучший фехтовальщик в мире, а Моррис — не самый лучший фехтовальщик в мире, зато самый увлечённый. Оба храбры и сильны, но в то же время они довольно неуклюжи, из-за чего вместе со своими питомцами (псом сэром Хорасом и хомяком сэром Дорис) они попадают в различные ситуации.

## Критика
Мультсериал был положительно оценён критиками. Журнал OK! отозвался о мультсериале таким образом: «представьте себе мультяшную смесь „Монти Пайтона и Священного Грааля“ и „Чёрной Гадюки“, и вы на полпути. Веселье для всей семьи!».

## Награды
| Название премии                                                 | Номинация                                         | Статус |
| --------------------------------------------------------------- | ------------------------------------------------- | ------ |
| British Animation Awards (2000)                                 | Лучший анимационный сериал для взрослых           | Победа |
| British Animation Awards (2000)                                 | Лучшее использование новых технологий             | Победа |
| Международный фестиваль анимационных фильмов в Анси             | Лучший анимационный сериал                        | Победа |
| Международный фестиваль мультфильмов и анимации в Сеуле (SICAF) | Гран-при за анимационную телевизионную программу  | Победа |
| Международный фестиваль анимации в Великобритании (FAN)         | Премия за лучший коммерческий анимационный сериал | Победа |